# Livin' on the Edge
«Livin’ on the edge» es una canción de la banda norteamericana Aerosmith compuesta por Steven Tyler, Joe Perry y Mark Hudson. Fue publicada en 1993 como primer sencillo del álbum Get a Grip. El sencillo alcanzó la posición #18 en la lista de éxitos Billboard Hot 100, la #3 de la revista Cashbox, y la #1 en Billboard Album Rock Tracks, donde permaneció por nueve semanas, convirtiéndolo en el sencillo más exitoso de Aerosmith en esa lista específicamente. En el Reino Unido, la canción ocupó la ubicación #19 en la lista British pop chart en abril de 1993.

## Vídeo musical
Se grabó un vídeo musical para promocionar el sencillo, el cual obtuvo excelente rotación en el canal MTV. Fue dirigido por Marty Callner y contó con la actuación de Edward Furlong.